# Glycinde armigera
Glycinde armigera är en ringmaskart som beskrevs av Moore 1911. Glycinde armigera ingår i släktet Glycinde och familjen Goniadidae.
Artens utbredningsområde är Mexikanska golfen. Inga underarter finns listade i Catalogue of Life.